# Дарина Валітова
Дарина Валітова (9 лютого 1997) — російська синхронна плавчиня.
Чемпіонка світу з водних видів спорту 2015, 2017 років.
Чемпіонка Європи з водних видів спорту 2014, 2016, 2018 років.